# Sonnet 130

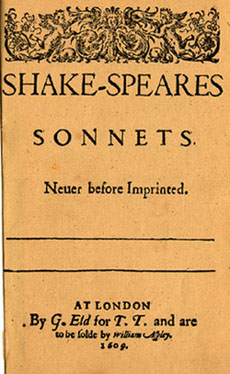
Sonnetten van Shakespeare, 1609

Sonnet 130 maakt deel uit van de sonnetten van Shakespeare die voor de eerste keer in 1609 werden gepubliceerd. Het behoort tot de reeks sonnetten (127 tot 152) waarin de dichter een Dark Lady toespreekt. In tegenstelling tot de voorgaande Fair Youth-reeks, die de liefde voor een schone jongeling tot onderwerp heeft, is deze reeks aardser, expliciet seksueler van toon.
In dit sonnet steekt Shakespeare de draak met de petrarkische conventies uit zijn tijd, die voorschreven dat dames in een sonnet op een voetstuk dienden te worden geplaatst.

## Shakespeares tekst
| Sonnet 130 My mistress' eyes are nothing like the sun; Coral is far more red than her lips' red. If snow be white, why then her breasts are dun; If hairs be wires, black wires grow on her head. I have seen roses damasked, red and white, But no such roses see I in her cheeks; And in some perfumes is there more delight Than in the breath that from my mistress reeks. I love to hear her speak, yet well I know That music hath a far more pleasing sound. I grant I never saw a goddess go: My mistress when she walks treads on the ground. And yet, by heaven, I think my love as rare As any she belied with false compare. |

## Vertaling
De ogen van mijn geliefde lijken niet op de zon;
En koraal is roder dan haar lippen;
Als sneeuw wit is, dan zijn haar borsten bruinig grijs;
Als haren zwarte draden zijn, dan groeien die op haar hoofd.
Ik zag damascusrood en witte rozen
Maar in haar vale wangen niet;
En sommige parfums verrukken me meer
Dan de adem van mijn geliefde
Hoe graag ik ook haar stem hoor
Muziek klinkt lieflijker in de oren
Ook is het zo dat ik nog nooit een godin te voet zag gaan;
Toch loopt mijn geliefde alleen maar op de grond
Maar al deze vergelijkingen misleiden slechts
Voor mij blijft zij een kostbare vrouw.

## Analyse
Shakespeares sonnetten zijn voornamelijk geschreven in een metrum genaamd jambische pentameter, een rijmschema waarin elke sonnetregel bestaat uit tien lettergrepen. De lettergrepen zijn verdeeld in vijf paren, jamben genoemd, waarbij elk paar begint met een onbeklemtoonde lettergreep.
In dit gedicht parodieert Shakespeare blijkbaar de conventies van sonnetten zoals die van Francesco Petrarca, waarin de vrouw als een godin op een voetstuk wordt geplaatst. Toch is de conclusie van het gedicht niet negatief: in haar aardsheid en menselijkheid is de geliefde voor de dichter evenveel waard als een godin. Shakespeare maakt bewust gebruik van een aantal traditionele vergelijkingen die in liefdessonnetten gebruikelijk waren: ogen die op de zon lijken, lippen rood als koraal, haren als gouden draden. Ook huid en borsten werden in poëzie vaak beschreven als witter dan sneeuw en borsten werden vergeleken met parelmoer en ivoor. Shakespeare keert deze beeldspraak om zodat duidelijk wordt dat zijn geliefde slechts een sterfelijk wezen is met al haar fysieke tekortkomingen. Een vrij choquerend beeld is bijvoorbeeld "And in some perfumes is there more delight Than in the breath that from my mistress reeks." over de onwelriekende adem van zijn geliefde. In de traditionele wereld van de sonneteers zou haar adem zoeter ruiken dan alle parfums... Shakespeare gaat hiermee in tegen een hoofse poëtische traditie (geïnspireerd op het Italiaans sonnet) in een tijd waarin literaire conventies vrij nauwgezet werden nagevolgd. Ook in vorm week het shakespeareaans sonnet af van het oorspronkelijke Italiaanse sonnet (zie daarvoor het artikel over sonnet).